# Kostomlaty pod Řípem
Kostomlaty pod Řípem là một làng thuộc huyện Litoměřice, vùng Ústecký, Cộng hòa Séc.